# Vicente Lombardo Toledano

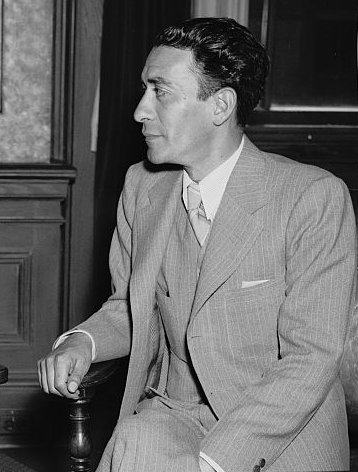
Vicente Toledano

Vicente Lombardo Toledano (Teziutlán, 16 juli 1894 - Mexico-Stad, 16 november 1968) was een Mexicaans filosoof, politicus en vakbondsleider. Lombardo Toledano was de invloedrijkste communist in Mexico.
Lombardo Toledano was afkomstig uit een middenklassefamilie van Italiaanse afkomst uit de staat Puebla. Hij studeerde recht aan de Escuela Nacional Preparatoria (ENP) en behaalde een doctorstitel in de filosofie aan de Nationale Autonome Universiteit van Mexico (UNAM), waar hij gold als een van de 'zeven wijzen van Mexico'. In 1923 sloot hij zich aan bij de Regionale Mexicaanse Arbeidersconfederatie (CROM), en werd hij een aanhanger van presidenten Álvaro Obregón (1920-1924) en Plutarco Elías Calles (1924-1928). Hoewel hij zich in tegenstelling tot de meeste andere bestuurders niet schuldig maakte aan corruptie, wist hij zich wel een machtspositie te verwerven. In 1923 was hij tijdelijk gouverneur van zijn thuisstaat Puebla en later diende hij in de Kamer van Afgevaardigden.
Nadat Obregón in 1928 vermoord werd door een katholieke extremist, verloor de CROM veel van haar macht. In 1932 verliet Lombardo Toledano de CROM en hij lieerde zich aan de Nationaal Revolutionaire Partij (PNR), terwijl de CROM voorheen met de Arbeiderspartij werd geassocieerd. De groep rond Lombardo Toledano stond bekend als de 'gezuiverde CROM'. In 1936 ging de gezuiverde CROM samen met een vakbond van Fidel Velázquez tot de Confederatie van Mexicaanse Arbeiders (CTM) op. De CTM werd een van de steunpilaren van president Lázaro Cárdenas (1934-1940) in diens machtsstrijd tegen Calles. Cárdenas kwam hierin als sterkste uit de bus, en in ruil werd de CTM erkend als 'officiële', dus als meest machtige, vakbond. Lombardo Toledano beschouwde zijn steun aan de regering van Cárdenas als een variant op het Volksfront, de door de Comintern gepropageerde samenwerking tussen communisten en gematigd links als bolwerk tegen het oprukkende fascisme. De CTM gold aanvankelijk als gelieerd aan de Mexicaanse Communistische Partij (PCM), en Lombardo Toledano was dan ook een van de belangrijkste personen voor de PCM, hoewel hij nooit lid van de partij is geworden. Wel reisde hij af en toe naar Moskou voor onderhoud met leiders van de Sovjet-Unie en hielp hij met het organiseren van vakbonden in andere Latijns-Amerikaanse landen.
Relaties tussen Lombardo en de regering verkoelden onder Manuel Ávila Camacho (1940-1946), de meer conservatieve opvolger van Cárdenas. Hij stelde zich niet herkiesbaar als vakbondsleider en werd in 1941 opgevolgd door Velázquez. Wel bleef hij achter de schermen invloed houden, zo slaagde hij er in de vakbond te overtuigen tijdens de Tweede Wereldoorlog geen stakingen te organiseren om, aangezien Mexico een van de belangrijkste leveranciers voor de Amerikaanse oorlogseconomie was, de asmogendheden niet in de kaart te spelen. In 1948 brak hij geheel met de CTM en de regeringspartij, die intussen was hernoemd tot Institutioneel Revolutionaire Partij (PRI) en hij richtte de communistische Socialistische Volkspartij (PPS) op. In 1952 was Lombardo Toledano presidentskandidaat voor de PPS, doch hij wist slechts een paar procent van de stemmen te halen. Een populaire opvatting in Mexico is dat Lombardo Toledano het in werkelijkheid helemaal niet zo slecht kon vinden met de PRI, en de PPS slechts had opgericht om de schijn van democratie op te houden, daar de PRI Mexico destijds als eenpartijstaat regeerde. De PPS fungeerde meestal dan ook slechts als satellietpartij van de PRI. Van 1964 tot 1967 zat hij namens de PPS in de Kamer van Afgevaardigden. Lombardo bleef de PPS leiden tot zijn dood in 1968.
- Biblioteca Nacional de España: XX1345835
- Bibliothèque nationale de France: cb12297701m (data)
- Catàleg d'autoritats de noms i títols de Catalunya: 981058602831806706
- Gemeinsame Normdatei: 122314395
- International Standard Name Identifier: 0000 0001 0864 7827
- Library of Congress Control Number: n50072850
- National Archives and Records Administration: 10582605
- Nationale Bibliotheek van Tsjechië: skuk0000811
- Nationale Bibliotheek van Israël: 987007279178105171
- Nederlandse Thesaurus van Auteursnamen: 070678316
- SNAC: w6vq4976
- Système universitaire de documentation: 031836100
- Trove: 907188
- Virtual International Authority File: 4995557
- WorldCat: E39PBJcGpW4TdwTrTQy9t4v8md